# Tseng Labs
Tseng Laboratories Inc. (также известна как Tseng Labs или TLI) — американский производитель графических чипов. Основана в США в 1983 году Джеком Ценгом. Первый её чип ET1000 позволил занять определённую нишу, так как обеспечивал совместимость с режимами MDA и HGC, наряду с этим предлагая специальный режим, использующий 132 столбца в текстовом режиме. Именно этот специальный режим широко использовался в терминалах мейнфреймов многими крупными компаниями.
Позже Tseng Labs сместила фокус в сторону продажи своих чипов по OEM-каналам. Наиболее известные чипы Tseng Labs ET3000, ET4000, ET6000 завоевали большую популярность в первой половине 90-х годов. Чип ET4000, анонсированный в 1989 году, практически в два раза смог обойти по производительности конкурентов от Trident Microsystems и Oak Technologies благодаря невероятно высокой пропускной способности хост-шины ISA. Чип ET6000 (анонсирован в 1995 году) долгое время считался одним из самых быстрых 2D-решений для домашнего использования.
Компания разрабатывала свой первый чип с функцией 3D-ускорения ET6300, но в 1997 году в связи с финансовыми трудностями была куплена ATI Technologies. Позже многие наработки, использованные в ET6300, увидели свет в виде продукта ATI Rage 128.

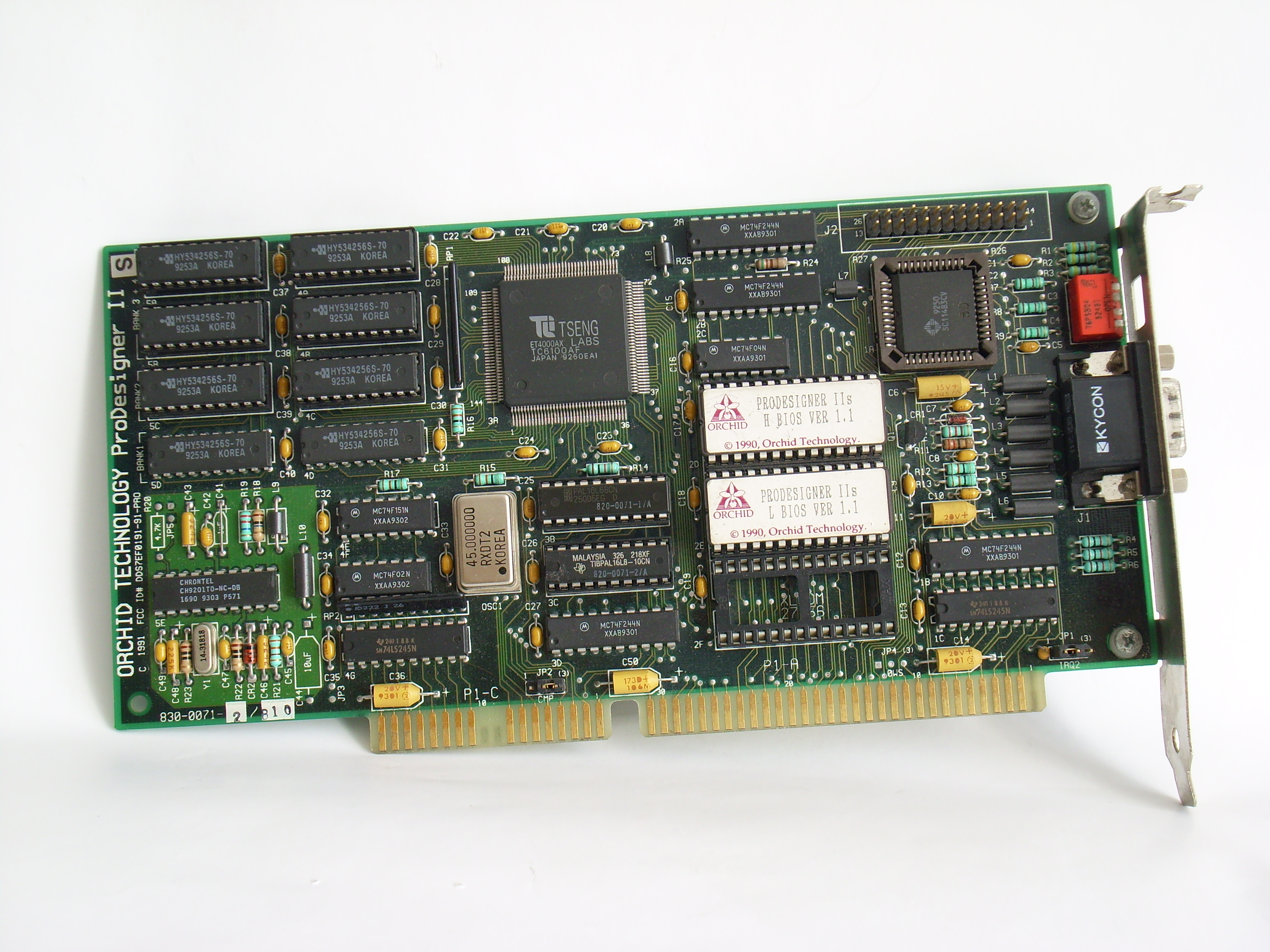
Tseng Labs ET4000AX

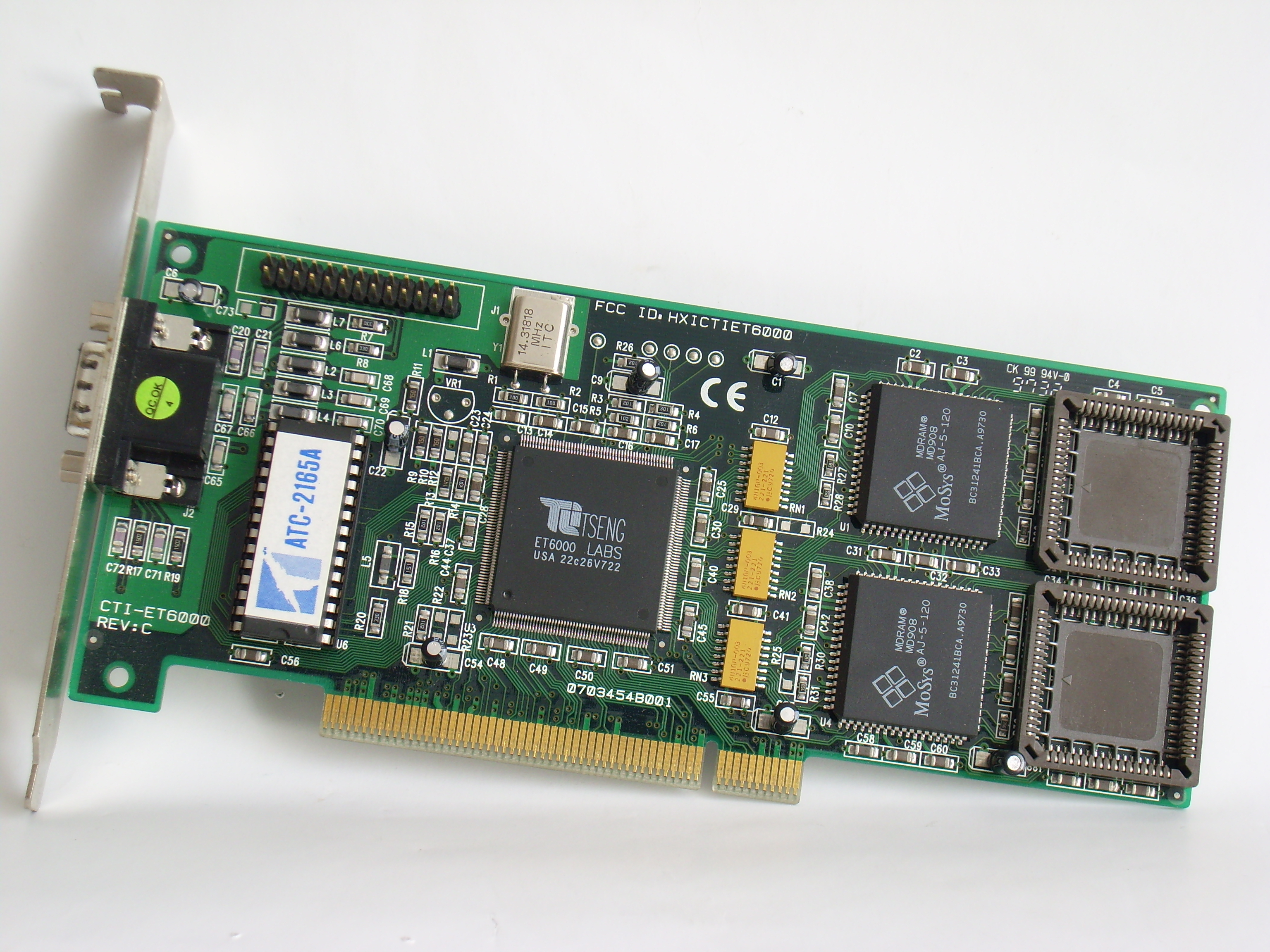
Tseng Labs ET6000

## Чипы компании
- ET1000 (1984).
- ET2000 (1985) — в этом чипе было доступно разрешение 640x480 ещё до введения стандарта VGA.
- ET2500 (1987).
- ET3000 (1987).
- ET4000AX (1989) — рассчитана для шин ISA, VLB, MCA; до 2 МБ памяти.
- ET4000/W32 (1991) — добавлена поддержка шины PCI.
- ET4000/W32i.
- ET4000/W32p — первый чип на рынке, использующий 64-битную шину доступа к памяти.
- ET6000 (1995) — первый чип компании с интегрированным RAMDAC, использует память MDRAM (до 4,5 МБ).
- ET6100 (1996) — повышены частоты ядра и памяти по сравнению с ET6000.
- ET6300 — не был выпущен, первый чип компании с функцией 3D-ускорения.